# Jim Renacci

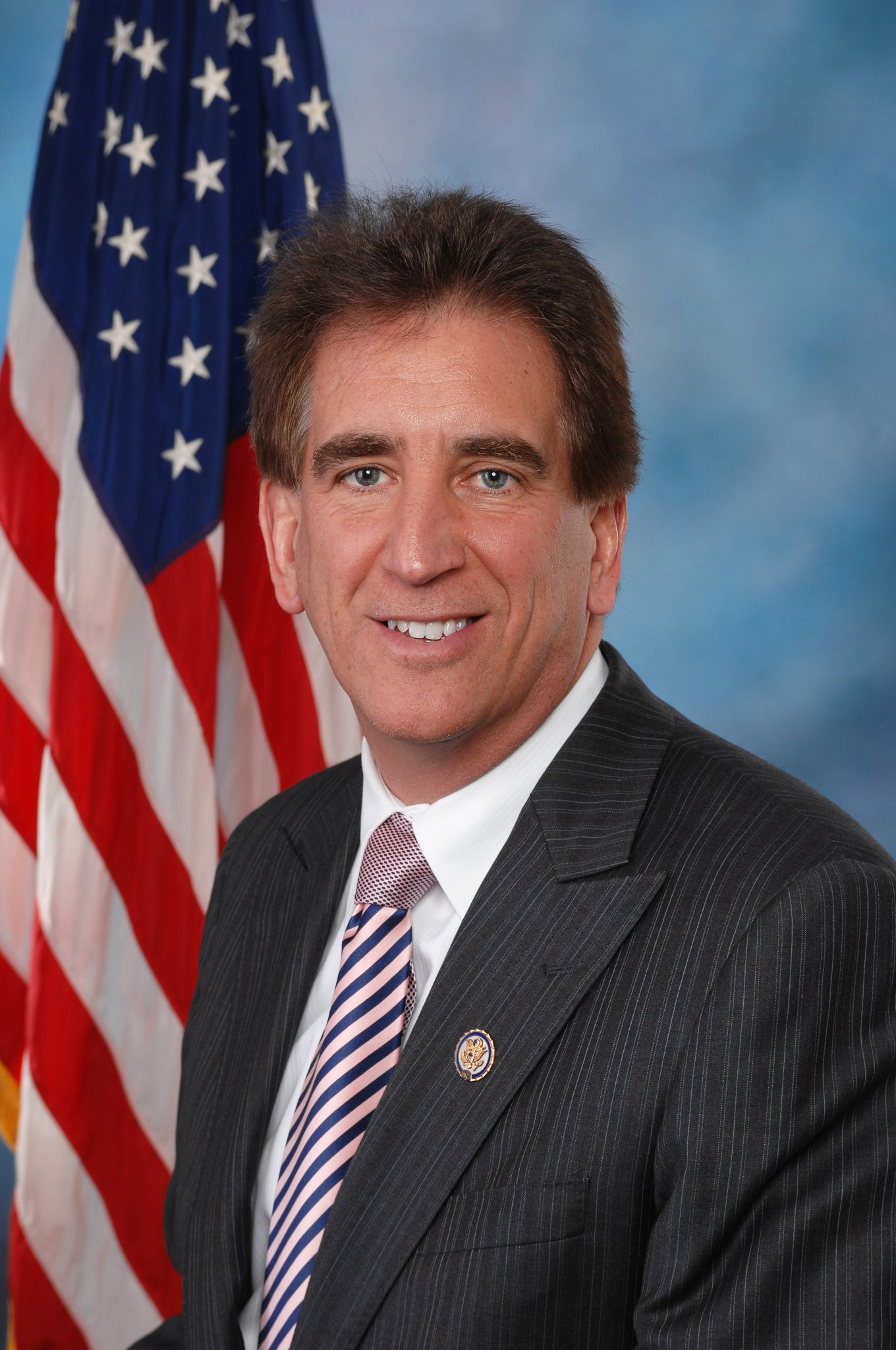
Jim Renacci (2011)

James B. „Jim“ Renacci (* 3. Dezember 1958 in Monongahela, Pennsylvania) ist ein US-amerikanischer Politiker der Republikanischen Partei. Seit dem 3. Januar 2011 ist er Mitglied des Repräsentantenhauses der Vereinigten Staaten für den 16. Kongressdistrikt des Bundesstaates Ohio. Er verlor 2018 die Wahl für einen Sitz im Senat der Vereinigten Staaten.

## Familie, Ausbildung und Beruf
Als Sohn eines Bahnarbeiters und einer Krankenschwester wurde Jim Renacci in Monongahela, einem Vorort von Pittsburgh, geboren. Im Jahr 1976 absolvierte er die Ringgold High School in Monongahela. Anschließend studierte er bis 1980 an der Indiana University of Pennsylvania Betriebswirtschaftslehre. Daraufhin wurde er Certified Public Accountant.
Renacci gründete mehrere Wirtschaftsprüfungsgesellschaften, mit denen er ein Vermögen von über 30 Millionen Dollar erwirtschaftete; 2018 galt er als der wohlhabendste Kongressabgeordnete Ohios. Er ist Mitinhaber der Columbus Destroyers, einem Football-Team aus der Arena Football League, und der Lancaster JetHawks, einem Baseball-Team der California League.
Renacci gehört der römisch-katholischen Kirche an und lebt mit seiner Frau in Wadsworth. Sie haben drei Töchter.

## Politische Laufbahn
Politisch war er als Mitglied der Republikanischen Partei zwischen 1999 und 2003 Vorsitzender des Stadtrats in Wadsworth in Ohio. Von 2004 bis 2008 war er Bürgermeister dieser Stadt.
Bei der Wahl zum US-Repräsentantenhaus 2010 wurde er als Vertreter des 16. Kongresswahlbezirks Ohios als Nachfolger von John Boccieri ins US-Repräsentantenhaus gewählt. Renacci trat sein Mandat am 3. Januar 2011 an und wurde bei allen folgenden Wahlen einschließlich 2016 wiedergewählt. Das Mandat läuft bis zum 3. Januar 2019. Er ist bzw. war Mitglied im Committee on Ways and Means einschließlich in zwei von dessen Unterausschüssen und im Haushaltsausschuss. Außerdem gehört er mehreren Congressional Caucuses an.  
Im Januar 2018 gab Renacci bekannt, bei der Wahl im November 2018 nicht wieder für seinen bisherigen Sitz im US-Repräsentantenhaus, sondern bei der gleichzeitigen Wahl zum US-Senat gegen den demokratischen Mandatsinhaber Sherrod Brown anzutreten. Er erreichte im Mai 2018 bei der Vorwahl der Republikaner die Nominierung. Nachdem Renacci für das erste Quartal 2018 die hohe Summe von 4,5 Millionen Dollar Spendeneinnahmen bekanntgegeben hatte, wurde im April bekannt, dass davon 4 Millionen (88 Prozent) aus seinem eigenen Vermögen stammten. Sein Gegenkandidat Brown hatte im selben Zeitraum Spenden in Höhe von 3,3 Millionen Dollar gesammelt. Brown setzte sich mit 53 zu 47 Prozent der Stimmen durch. Renacci schied am 3. Januar 2019 aus dem Kongress as.
Am 9. Juni 2021 kündigte Renacci an den republikanischen Gouverneur Mike DeWine in den Vorwahlen zur Gouverneurswahlen herauszufordern. Er betonte seine Nähe zum ehemaligen Präsidenten Donald Trump und kritisierte den Amtsinhaber für seine Maßnahmen zur Eindämmung der COVID-19-Pandemie.

## Belege
1. 1 2  Jim Renacci raised $4.5 million for his U.S. senate run. It turns out $4 million of that was his own money. In: Cleveland.com, 20. April 2018.
2. ↑  Dan Sewell: Ohio GOP Rep. Renacci Joins Senate Race Against Dems’ Brown. In: U.S. News & World Report, 11. Januar 2018; Ohio Primary Election Results. In: The New York Times, 9. Mai 2018.
3. ↑  Ohio U.S. Senate Election Results. In: The New York Times, 7. November 2018.
4. ↑  Henry J. Gomez, Former Rep. Jim Renacci announces primary challenge to Ohio Gov. Mike DeWine, NBC News vom 9. Juni 2021.
5. ↑  Jessie Balmert, Former U.S. Rep. Jim Renacci announces campaign for Ohio governor, challenging incumbent Gov. Mike DeWine, Cincinnati Enquirer vom 9. Juni 2021.

| Personendaten    | Personendaten                                        |
| ---------------- | ---------------------------------------------------- |
| NAME             | Renacci, Jim                                         |
| ALTERNATIVNAMEN  | Renacci, James B. (vollständiger Name)               |
| KURZBESCHREIBUNG | US-amerikanischer Politiker (Republikanische Partei) |
| GEBURTSDATUM     | 3. Dezember 1958                                     |
| GEBURTSORT       | Monongahela, Pennsylvania                            |